# Bocoio
Bocoio – miasto w Angoli, w prowincji Benguela.